# Lucas Santtana
Lucas Mascarenhas Santana, dit Lucas Santtana, né le 18 octobre 1970 à Salvador de Bahia, est un chanteur, multi-instrumentiste, compositeur et producteur brésilien.

## Biographie
Le père de Lucas Santtana est un producteur de musique ayant travaillé avec Gilberto Gil et Caetano Veloso. Sa mère est directrice d'une école de danse. Son oncle est Tom Zé.
Il commence sa carrière musicale à 20 ans et gagne sa vie surtout en tant que musicien pour d'autres artistes. Il joue par exemple de la flûte traversière pour Gilberto Gil en 1994.
Sa carrière solo débute véritablement en 2000 lorsqu'il sort son premier album, Eletro Ben Dodô.
Son quatrième album Sem Nostalgia a connu un succès international et a été classé parmi les meilleurs albums de l’année 2011 par plusieurs revues françaises[réf. nécessaire].
En 2012, Lucas Santtana a sorti son cinquième album O deus que devasta mas também cura, mêlant ses multiples influences à des couches orchestrales, jouées en live ou samplées.
Son huitième album, O Céu É Velho Há Muito Tempo, est considéré comme l'un des 25 meilleurs albums brésiliens du second semestre 2019 par l'Association des critiques d'art de São Paulo[réf. nécessaire]. Dans cet album, il abandonne les sonorités électro pour une approche acoustique guitare-voix et met en avant des thèmes plus politiques dans ses textes.

## Style
Ses compositions musicales mélangent la bossa nova à des influences pop, funk et électro. Il est considéré en 2014 par Télérama comme un « artiste de rupture » et « expérimental ». Il est remarqué pour son engagement politique de gauche qui transparaît dans ses textes,.